# Chuckwagon

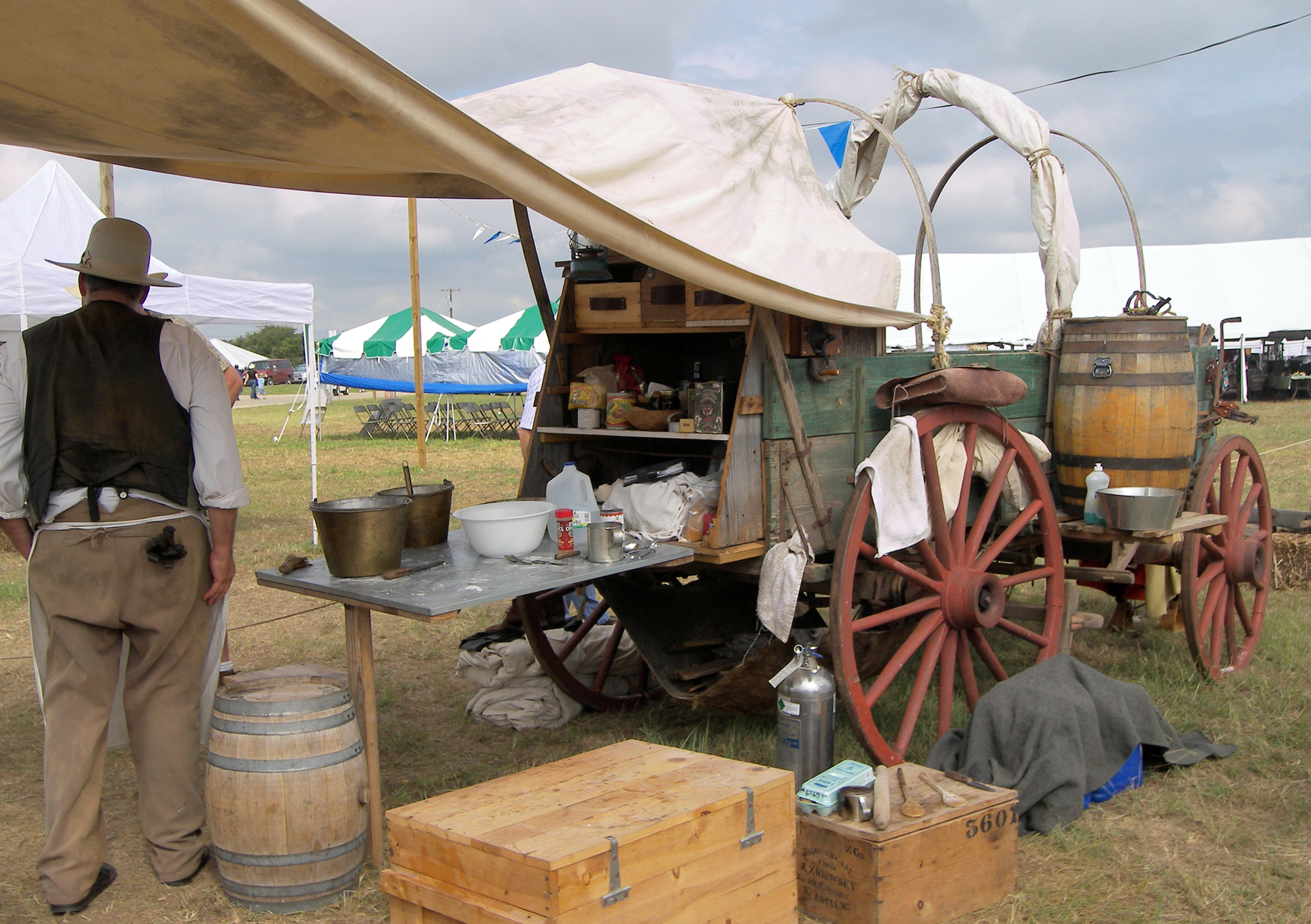
Ein Chuckwagon auf der Texas Parks and Wildlife Expo, 2007

Der Chuckwagon (auch Chuck Wagon – deutsch: Verpflegungswagen) war ein von Pferden gezogener Wagen oder Planwagen, der während des späten 19. und frühen 20. Jahrhunderts von Cowboys und Holzfällern während ihrer Arbeit zur Verpflegung der Mannschaft und zum Transport von Ausrüstung mitgeführt wurde. Ein Chuckwagon konnte auch Siedlerzüge, die in den Westen der USA zogen, begleiten. Chuck war zur Zeit des Wilden Westens ein umgangssprachlicher Begriff für Nahrung und Verpflegung.

## Geschichte

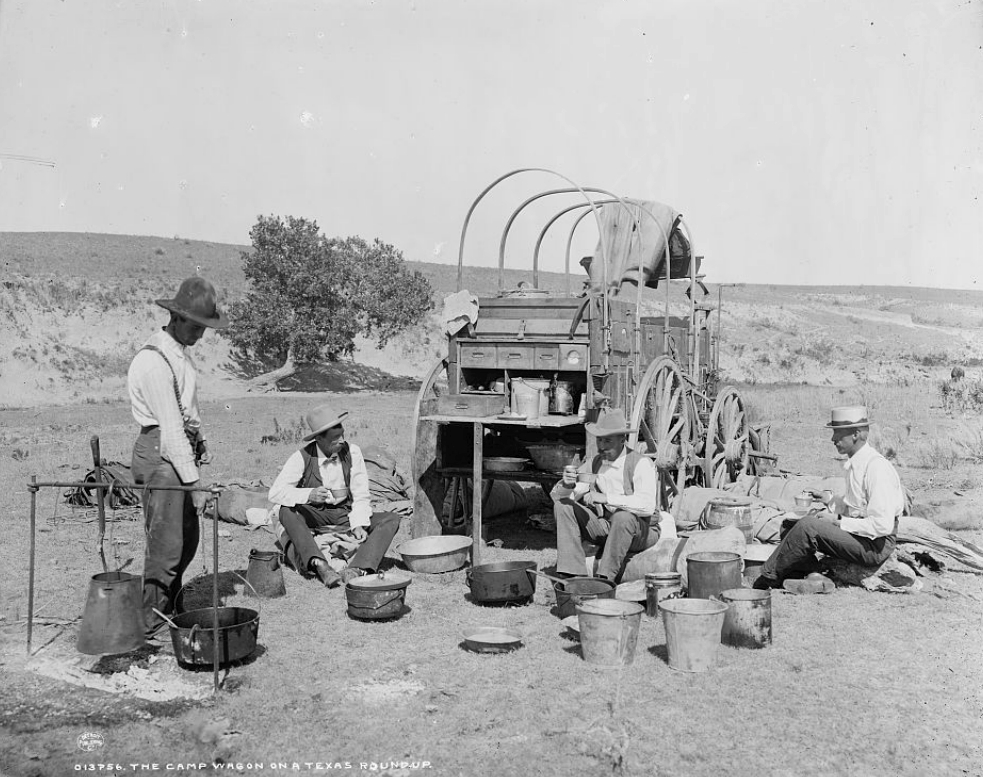
Ein Chuckwagon in Texas (Aufnahme aus dem Jahr 1900)

Die Erfindung des Chuckwagons wird Charles Goodnight, einem texanischen Rancher, zugeschrieben, der dieses Konzept 1866 eingeführt hat. Er ließ ein Armeefahrzeug für die Anforderungen der Cowboy-Teams umbauen. Während der Fahrt wurde die Ausrüstung im Wagen verstaut und die Verpflegung in einer großen Holzkiste gelagert. Die Plane schützte die Ladung vor der Witterung. An den Seiten des Wagens wurden Trinkwasserfässer befestigt.
Der Chuckwagon wurde meistens von einem Koch gefahren, der für die Verpflegung der Arbeiter, das Küchenfeuer und auch für die medizinische Versorgung der Cowboys verantwortlich war. Der Wagen bildete – ähnlich einem Bauwagen – das zentrale Lager der Mannschaft. Üblicherweise wurden lange haltbare Nahrungsmittel wie zum Beispiel Bohnen und gepökeltes Fleisch mitgeführt. Für frische Nahrungsmittel wurde unterwegs an verschiedenen Versorgungsstationen gesorgt.
Vielleicht durch den Chuckwagon inspiriert, fanden mobile Küchen und Verpflegungswagen später auch militärisch Verwendung (→ Feldkochherd).
Seit dem Jahr 2005 ist der Chuckwagon das offizielle Staatsfahrzeug (engl. official state vehicle) des US-Bundesstaates Texas. Zu den State symbols von Texas gehören ebenso mehrere typische Zutaten der Chuckwagon-Küche.

## Sport

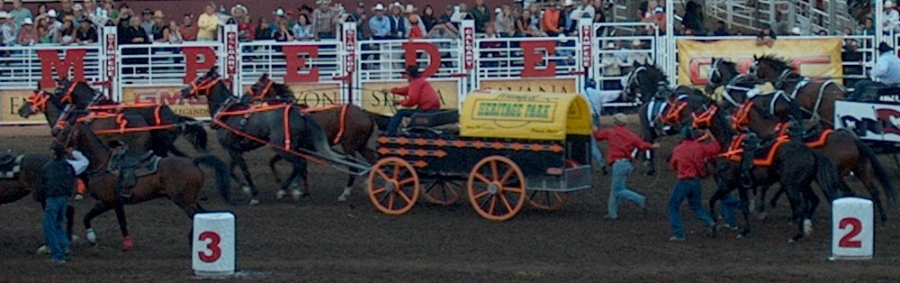
Ein Chuckwagon-Rennen während der Calgary Stampede.

Heutzutage finden bei Rodeo-Wettbewerben auch Chuckwagon-Rennen statt, bei denen die Wagen so schnell wie möglich um Hindernisse gefahren werden müssen, ohne diese umzustoßen.